# Bataille de Goose Green
Guerre des Malouines
Batailles
- Invasion argentine
- Géorgie du Sud
- Occupation (en)
- Paraquet
- Black Buck
- ARA General Belgrano
- ARA Alferez Sobral
- HMS Sheffield
- Île Pebble
- Mikado
- Sutton
- San Carlos
- HMS Ardent
- Seal Cove
- HMS Antelope
- Atlantic Conveyor
- HMS Coventry
- Goose Green
- Mount Kent
- Top Malo House
- Gazelle XX377
- Bluff Cove
- Many Branch Point
- Mount Harriet
- Two Sisters
- HMS Glamorgan
- Mount Longdon (en)
- Wireless Ridge (en)
- Mount Tumbledown (en)
- Port Stanley
- Île Thulé

La bataille de Goose Green (28–29 mai 1982) — connue en espagnol sous le nom de batalla de Pradera del Ganso — est un combat entre les forces argentines et britanniques pendant la guerre des Malouines. Goose Green et l'établissement de Darwin (en) situé non loin de là sur l'île de Malouine orientale sont situées sur le détroit de Choiseul à l'est de l'isthme central de l'île reliant la partie nord à Lafonia. Ces deux villages sont situés à environ 21 km au sud du site où un important débarquement britannique a lieu dans San Carlos Water (opération Sutton) dans la nuit du 21 au 22 mai 1982.

## Contexte

### Date et nomenclatures
Les forces britanniques prenaient pour référence horaire le Temps universel coordonné (TUC ; en anglais : UTC - appelé aussi temps Zulu) et de nombreux rapports et sources citent le minutage des événements basés sur l'échelle de temps Zulu. Tous les horaires cités dans cet articles sont basés sur l'heure locale, « Falkland Island time » (UTC-3). L'Argentine et les îles Malouines étant situées sur ce même fuseau horaire (UTC-3). Le jour de la bataille, le soleil se lève à 8 h 39 et se couche à 16 h 58. Pour éviter toute confusion entre les unités des deux pays, les compagnies argentines seront nommées « Compagnie A » alors que les forces britanniques seront nommées « A Compagnie ».

### Topologie et conditions climatiques

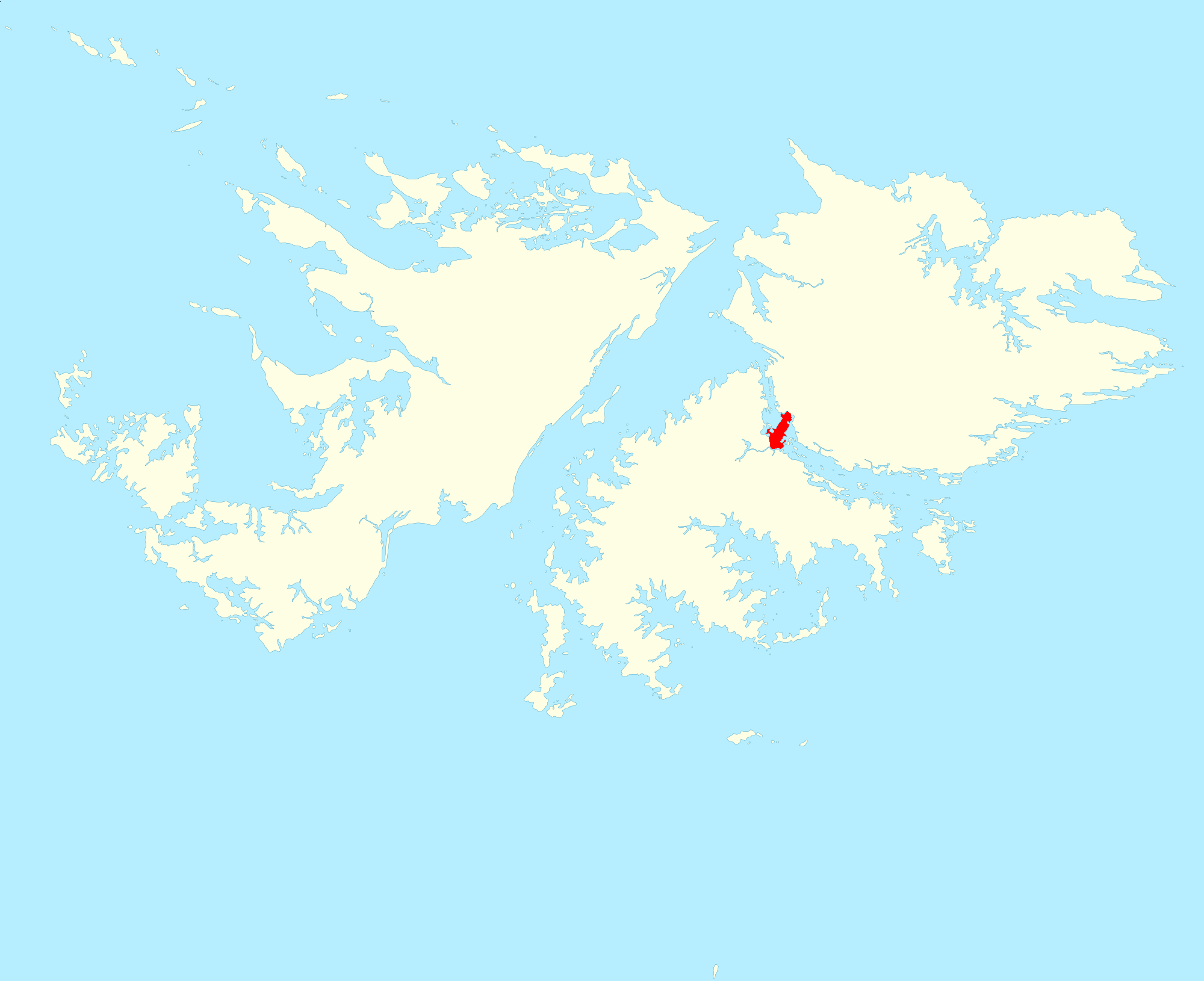
Carte 1 : carte montrant l'emplacement de l'isthme de Darwin par rapport aux îles Malouines. La zone rouge correspond à la zone couverte par la carte 2.

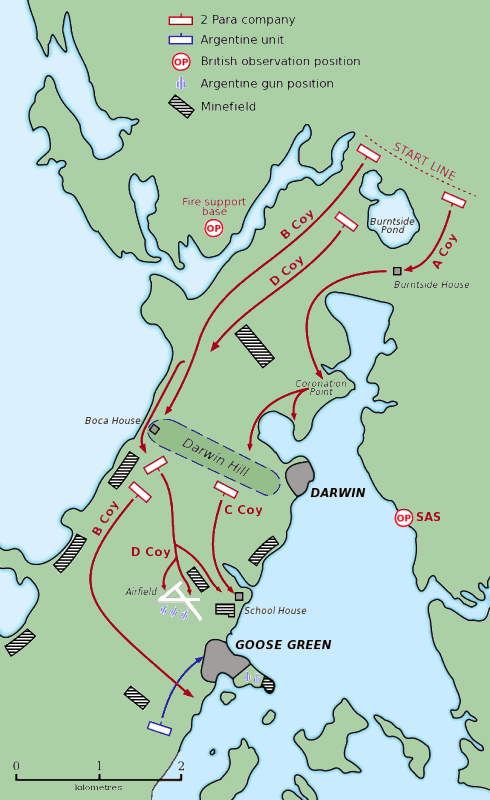
Carte 2 : déroulement des combats.

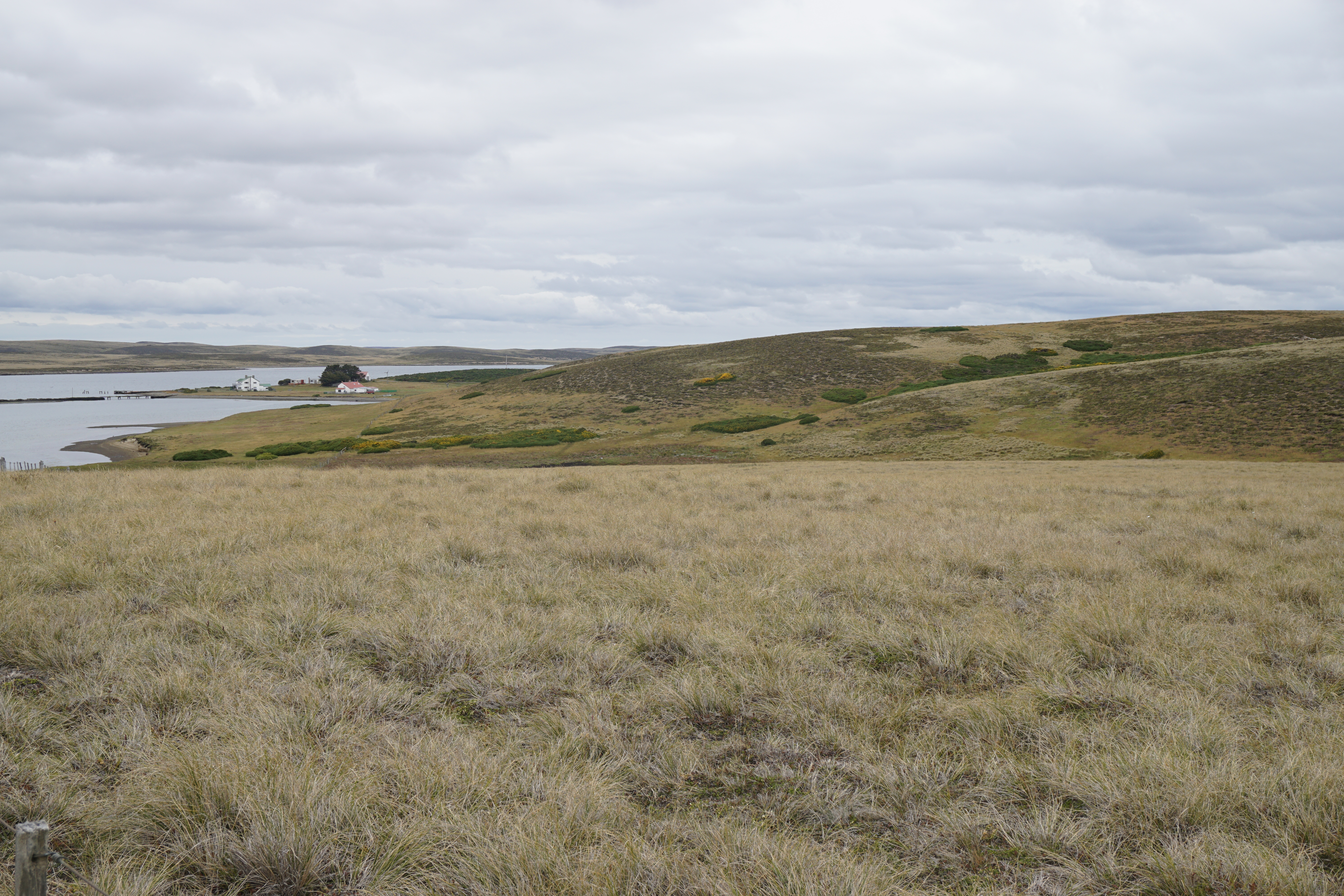
Végétation et terrain : Des collines peu élevées recouvertes de tussack et des vallées remplies d'ajoncs. L'image a été prise vers le sud en direction de la A Compagnie, le 2 Para attaque Darwin sur la gauche. Darwin Hill est situé sur la droite.

Goose Green et Darwin sont situées sur un étroit isthme reliant Lafonia aux Wickham Heights qui, ensemble, forment l'île orientale des îles Malouines. Le terrain est vallonné et sans arbres, il est recouvert de gazon, des affleurements de zones d'ajoncs et de tourbières épaisses rendant toute tentative de camouflage et de dissimulation extrêmement difficile. Pendant l'hiver dans l'hémisphère sud (mai-août), le sol est souvent détrempé et recouvert d'eau saumâtre rendant tout mouvement lent et épuisant, en particulier de nuit. L'isthme comprend deux établissements humaines, tous deux situés sur la côte est : Darwin au nord et Goose Green au sud de l'isthme. Les îles ont un climat froid et humide ; des pluies légères et bruineuses se produisent tous les deux ou trois jours avec des vents continus. Les périodes de pluie, de neige et de brouillard alternent rapidement et les périodes d'ensoleillement sont extrêmement limitées, laissant peu d'opportunités aux troupes pour se réchauffer et sécher.

### Les raisons de l'attaque
La majeure partie des forces argentines sont en positions autour de Port Stanley à environ 80 km à l'est de San Carlos. Les positions argentines à Goose Green et Darwin sont bien défendues par une force d'unités combinées équipées d'artillerie, de mortiers, de canons de 35 mm et de mitrailleuses. Les services de renseignement britanniques indiquent que les forces argentines ne présentaient que des capacités offensives limitées et ne posaient pas une menace majeure sur la zone de débarquement de San Carlos. Par conséquent, Goose Green semblait n'avoir aucune valeur militaire stratégique pour les Britanniques dans leur campagne pour reprendre les îles et les plans initiaux pour les opérations terrestres avaient conduit Goose Green à être isolé et ignoré.
Après les débarquements britanniques à San Carlos le 21 mai et alors que la tête de pont était en cours de consolidation, aucune opération terrestre offensive n'avait été menée et les activités étaient limitées à creuser des positions fortifiées, patrouiller et attendre. Alors que les attaques aériennes argentines avaient causé des pertes et des dommages importants aux navires britanniques dans la zone autour des plages de débarquement et que les forces débarquées piétinaient dans la région de San Carlos, un sentiment se répand parmi le commandement supérieur et la classe politique au Royaume-Uni que l'initiative de la campagne avait été perdu. En conséquence, le Quartier général interarmées britannique au Royaume-Uni subit une pression accrue de la part du gouvernement britannique pour une offensive terrestre qui aurait valeur de propagande politique. Il existe également alors des craintes que le Conseil de Sécurité des Nations unies vote en faveur d'un cessez-le-feu et ordonne aux belligérants de cesser de se battre et de maintenir leurs positions actuelles. Si l'isthme de Darwin et Goose Green pouvaient être pris avant une telle décision, les forces britanniques contrôleraient l'accès à Lafonia et ainsi une part significative de la Malouine orientale. Le 25 mai, le brigadier Julian Thompson, commandant des forces terrestres, commandant le 3 Commando Brigade, reçoit à nouveau l'ordre de préparer une attaque sur les positions argentines autour de Goose Green et Darwin.

### Les défenses argentines
Les forces argentines, connues sous le nom de « Force d'intervention Mercedes », consistent en deux compagnies du 12e régiment d'infanterie (12e RI) commandées par le lieutenant-colonel Italo Piaggi (en). La troisième compagnie (Compagnie B) est alors encore déployée sur le Mount Kent (elle est alors connue sous le nom de « Groupe de combat Solari »), elle ne rejoindra le reste du bataillon qu'après les premiers jours de combat. En 1982, la Force d'intervention argentine comprend également une compagnie du 25e régiment d'infanterie (en) (25e RI) de type Ranger.
La défense anti-aérienne est assurée par une batterie de six canons antiaériens bitubes Rheinmetall Rh 202 (en) de 20 mm manipulés par des personnels de la Force aérienne argentine et deux canons antiaériens Oerlikon 35 mm guidés par radar du 601e bataillon antiaérien (en), qui sera employé comme soutien aux troupes terrestres argentines dans les dernières heures du combat. Les Argentins disposent également d'une batterie de trois canons de montagne OTO Melara Mod 56 de 105 mm du 4e régiment d'artillerie aéroporté. Des Pucará basés à Port Stanley, armés de roquettes et de napalm, assurent un soutien aérien de proximité,. Piaggi compte alors 1 083 hommes sous ses ordres.
Les ordres qu'avaient reçus Piaggi lui demandaient : (a) de fournir un groupe de combat de réserve (la Force d'intervention Mercedes) en soutien aux autres forces déployées à l'ouest de Port Stanley ; (b) d'occuper et défendre l'isthme de Darwin ; et (c) de défendre la base aérienne militaire Condor située à Goose Green. Il met en place un schéma défensif circulaire avec la Compagnie A du 12e RI remplissant le rôle de verrou à son schéma de défense, ses hommes étant déployés le long d'une haie d'ajoncs traversant l'isthme de Darwin depuis Darwin Hill jusqu'à Boca House. Piaggi déploie la section Recce comme un premier écran en amont de la Compagnie A du 12e RI en direction de Coronation Ridge alors que la Compagnie C du 12e RI est déployée au sud de Goose Green pour couvrir toute tentative d'approche en provenance de Lafonia. Pour remplacer sa Compagnie B laissée sur Mount Kent, il met sur pieds une compagnie composite composés d'employés de l'état-major et d'autres personnels et les déploie à Goose Green. La Compagnie C « Ranger » du 25e RI, commandée par le premier lieutenant Carlos Daniel Esteban, remplit le rôle de réserve mobile et elle est logée dans l'école de Goose Green. Des éléments sont également déployés à Darwin, sur Salinas Beach, à Boca House et les cadets des forces aériennes reçoivent pour mission de protéger la piste d'atterrissage. Des champs de mines avaient été installés dans des zones considérées comme tactiquement importantes (confer Carte 2) pour fournir une défense complémentaire en cas d'attaque.

Sur le papier, Piaggi dispose d'un régiment, mais il doit en réalité composer avec des unités issues de trois régiments différents et de deux brigades différentes, aucun ne s'étant jamais entraîné ensemble. Le 12e régiment d'infanterie consiste principalement de conscrits originaires de la province de Corrientes au climat subtropical ; alors que la compagnie du 25e régiment d'infanterie était considérée comme une formation d'élite et bien commandée. Au début des combats, les forces argentines comptent à peu près le même nombre de combattants que les parachutistes britanniques. Certains éléments argentins sont bien entraînés et possèdent un bon degré de motivation (les membres de la Compagnie C du 25e RI et la 25e Compagnie Signal) ; l'un de leurs officiers déclare alors : « … nous allons défendre une terre qui est à nous ». D'autres compagnies sont moins motivées. Le chapelain du 12e régiment, le Padre Santiago Mora écrit :

« Les conscrits du 25e d'Infanterie voulaient se battre et se couvrir de gloire. Les conscrits du 12e régiment d'infanterie combattaient parce qu'ils en avaient reçu l'ordre. Cela ne les rendait pas moins braves. De manière générale, les hommes restèrent admirablement calmes. »

Les positions argentines avaient été sélectionnées avec soin et les officiers étaient bien informés. Dans les semaines précédant la bataille ; les frappes aériennes britanniques, le manque de soutien logistiques et les conditions climatiques défavorables avaient cependant contribué à la réduction du moral des troupes argentines, à l'exception des officiers, des membres du 25e RI et de la 4e batterie d'artillerie aéroportée.

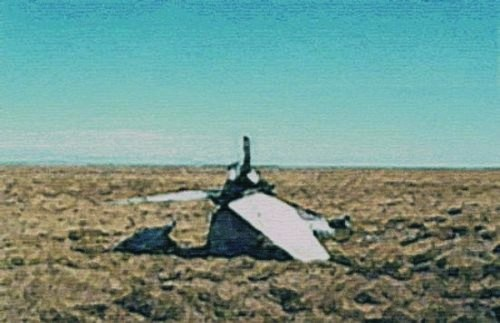
Débris du Harrier XZ998, abattu au-dessus de Goose Green le 27 mai 1982.

Le 4 mai, trois Sea Harriers de la Royal Navy opérant à partir du porte-avions HMS Hermes attaquent la piste d'atterrissage et les installations à Goose Green. Pendant l'opération, un Sea Harrier est abattu par un canon anti-aérien de 35 mm argentin, tuant son pilote. Dans le cadre des raids de diversion destinés à couvrir le débarquement britannique dans les environs de San Carlos le 21 mai, comprenant notamment des bombardements navals et des attaques aériennes, l'escadron D ('D' Squadron) du SAS met en place un raid majeur destiné à simuler l'attaque par un bataillon britannique sur les troupes argentines positionnées à Darwin Ridge. Les forces argentines avaient repéré les missions de reconnaissance menées par des membres du 2e Para dans les jours précédant l'attaque. Dans la journée du 27 mai, les Harriers de la Royal Air Force sont actifs au-dessus de Goose Green. L'un d'eux, répondant à un appel de détresse du 2e Para, est abattu par un canon anti-aérien de 35 mm alors qu'il attaquait Darwin Ridge,,. Les attaques de Harrier, le fait que les équipes de reconnaissance aient été aperçues et que la BBC ait annoncé la veille de l'assaut que le 2e Bataillon du régiment de parachutistes était en position et prêt à lancer l'assaut sur Darwin et Goose Green, alerte la garnison argentine qui s'attend alors à une attaque imminente.

### Force d'assaut britannique
Thompson ordonne au 2e bataillon du Parachute Regiment (2 Para) de se préparer et d'exécuter l'opération, s'agissant de l'unité située la plus proche de Goose Green dans le périmètre défensif de San Carlos. Il demande au lieutenant-colonel Herbert 'H' Jones (en), officier commandant le 2 Para, de « mener un raid sur l'isthme de Goose Green et de capturer les établissements avant de se retirer et de se ménager pour l'offensive principale prévue en direction du nord ». La partie « capture » de la mission est davantage prise en compte par Jones que la partie « raid », bien que Thompson reconnaitra plus tard qu'il avait assigné des forces insuffisantes pour pouvoir exécuter rapidement la partie « capture » de la mission.

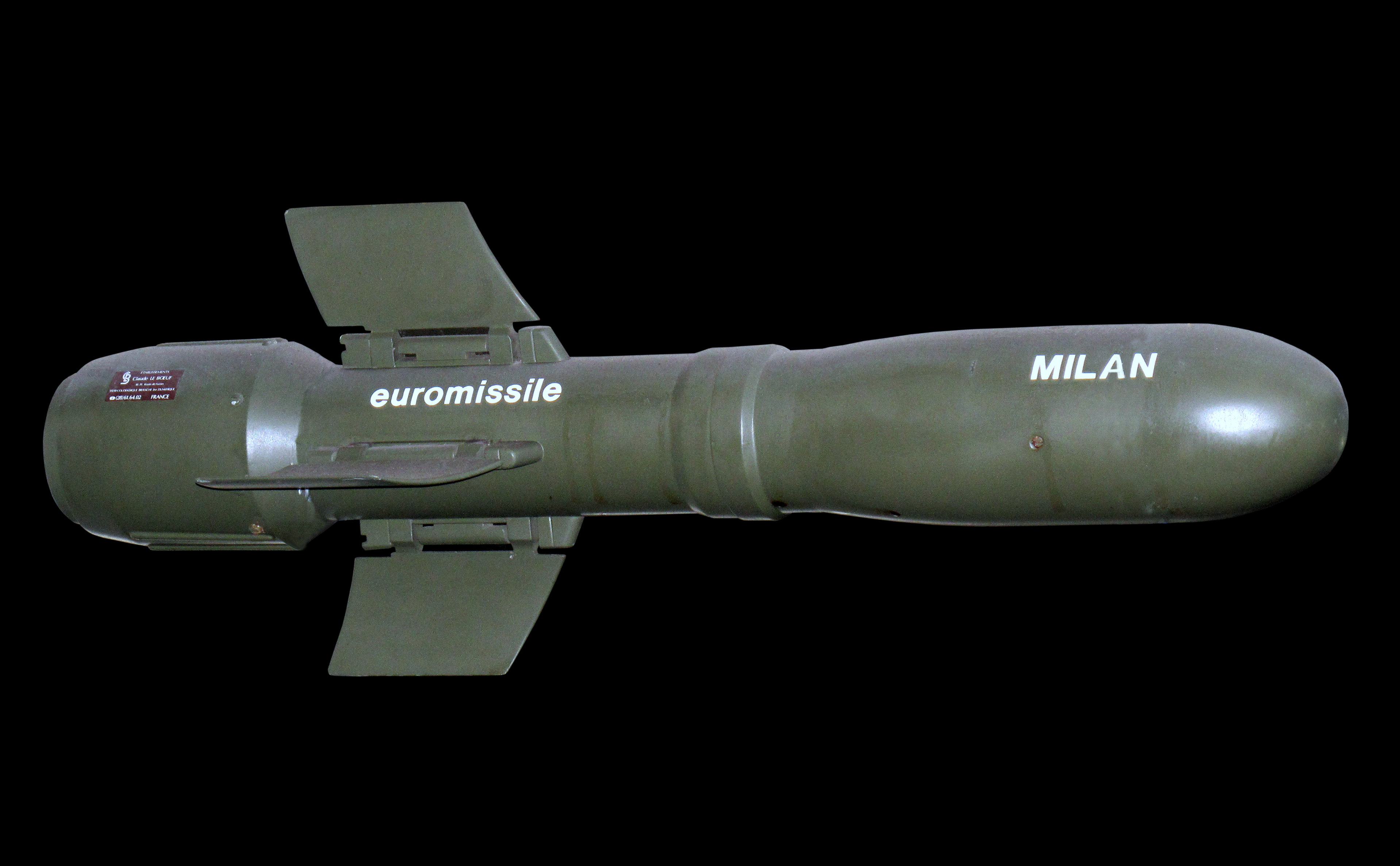
Missile Milan, similaire à ceux utilisés pendant le combat.

Le 2 Para est composé de trois compagnies de fusiliers, une compagnie de patrouilleurs, une compagnie de soutien et une compagnie d'état-major. Thompson avait assigné trois pièces d'artillerie de 105 mm avec 960 obus du 29 Commando Regiment (en), Royal Artillery ; une peloton de missiles antichars Milan et des hélicoptères Scout comme éléments de support. En outre, l'appui aérien rapproché est assuré par trois Harriers Royal Air Force et le soutien de l'artillerie navale devait être fourni par le HMS Arrow pendant la nuit.
Les missions de reconnaissance du SAS avaient permis de déterminer que la zone de Darwin-Goose Green était occupée par une compagnie argentine. La brigade de renseignement rapporte que les forces argentines sont constituées alors de trois compagnies d'infanterie (deux du 12e RI et une du 25e), une section du 8e RI ainsi que probablement une section amphibie avec un soutien d'artillerie et aérien (assuré par des hélicoptères). Jones n'est pas perturbé outre mesure par les rapports contradictoires reçus par ces deux sources de renseignement et tend à se reposer — à tort — sur les rapports du SAS, partant du principe que les hommes du SAS étaient effectivement « sur place » et qu'ils étaient en mesure de fournir des informations plus précises que le personnel de la brigade de renseignement.
Le commandement britannique prévoit que les 4 compagnies (A, B, C et D) avancent sur l'isthme en prenant les différents points stratégiques, pour finir par les villes de Darwin et Goose Green.

## Bataille

### Burntside House
À 3 h 35, le HMS Arrow ouvre le feu et tire 22 obus éclairants et 135 obus de 114 pendant 90 minutes, marquant le début de l'attaque. Sous le feu, les sections argentines se retirent avec 50 % de pertes.
Une mitrailleuse argentine tirant du Coronation Point retarde les Paras britanniques, qui parviennent finalement devant la Darwin Hill.

### Darwin Hill

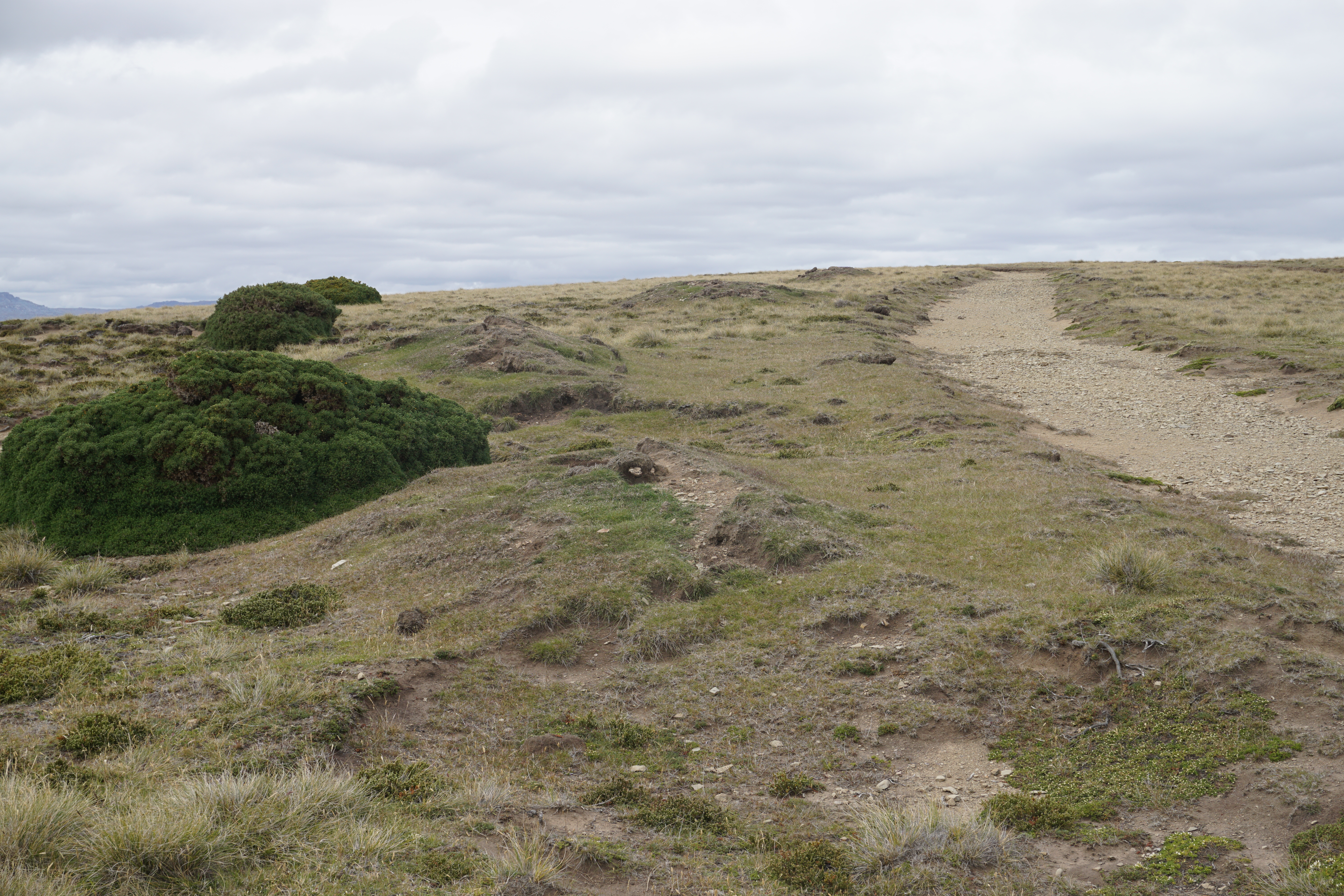
Restants d'une position défensive argentine sur la colline.

La colline surplombant les positions britanniques, des assauts frontaux échouent pendant la matinée. C'est à presque midi que les Britanniques parviennent à avancer, en contournant la colline par l'ouest, au lieu-dit de la maison Boca. Celle-ci est prise après de durs combat et avec l'aide de missiles Milan. La position tournée, les Britanniques prennent le contrôle de cette colline après 6 heures de combats.

### Piste d'aviation

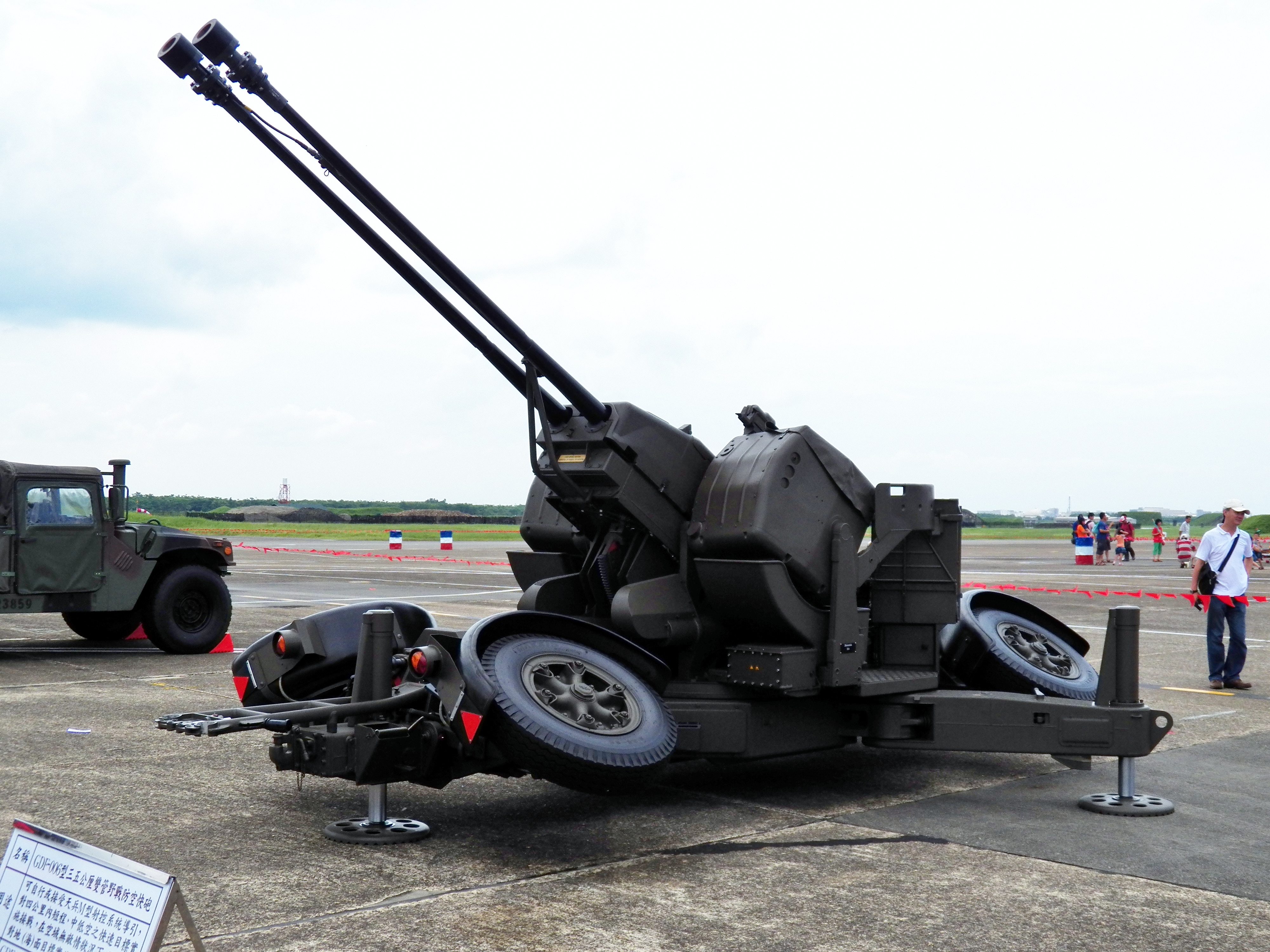
35 mm Oerlikon, du même type que les deux canons argentins défendant la piste d'aviation.

Les compagnies C et D s'avancent vers la piste d'aviation et subissent de lourdes pertes causées par les pièces de DCA utilisées en tir tendu.
Trois Harriers attaquent les positions de 35 mm argentines, et deux Pucará sont abattus par des troupes au sol.

### Situation le 28 mai au soir
Si les troupes britanniques ont beaucoup progressé, elles sont isolées les unes des autres, et manquent d'eau et de munitions.
8 hélicoptères argentins tentent d'apporter des renforts, qui sont engagés par les mortiers britanniques.

### Reddition
Un message est envoyé par radio CB, et transmis au commandement argentin, qui propose l'envoi d'une délégation dans un but de discussion. Piaggi accepte et deux prisonniers argentins sont envoyés par les Britanniques porteurs des termes de reddition, demandant une réponse avant 8 heures 30 locales. Piaggi, qui sait qu'il n'a pas de renforts à attendre et que l'artillerie britannique est en mesure de pilonner ses positions tout en restant hors de portée de ses armes légères décide de se rendre.
Il brûle les drapeaux de son régiment et se rend avec ses troupes.

## Conséquences

### Prisonniers et pertes

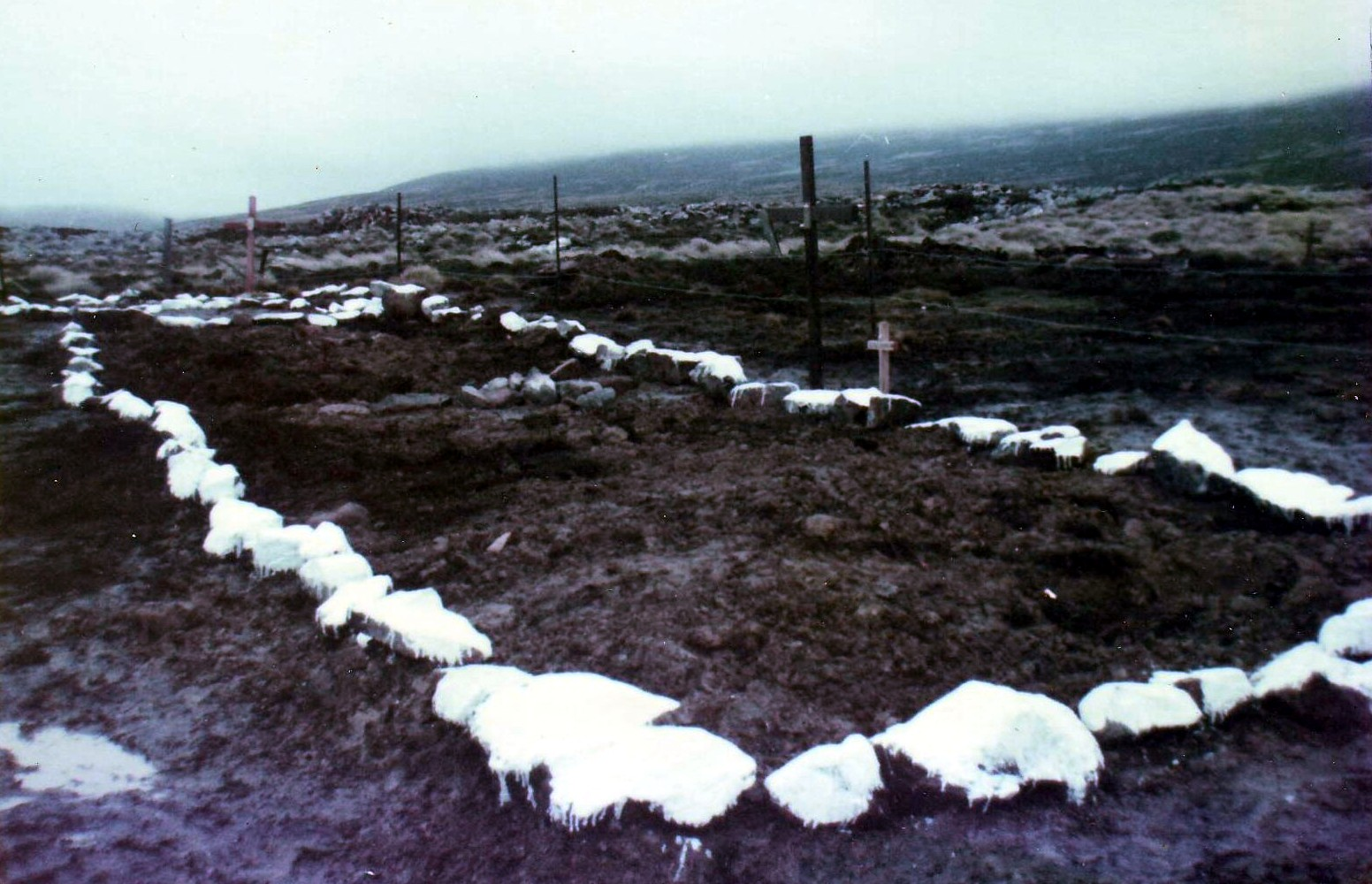
Lieu initial d'inhumation des soldats britanniques.

Du côté argentin, on dénombre 45  à   55 morts et environ 86 blessés,,,. Du côté britannique, on dénombre 18 morts et 64 blessés. Les blessés graves sont évacués à bord du navire-hôpital SS Uganda.